# Francova Lhota
Francova Lhota (německy Franzenschlag) je obec v okrese Vsetín ve Zlínském kraji, 17 km jihovýchodně od Vsetína v údolí horního toku řeky Senice. Žije zde přibližně 1 500 obyvatel. Je členem Dobrovolného sdružení obcí Hornolidečska.
Obec sousedí na jihu s obcí Střelná, na jihozápadě s Horní Lidčí, na západě s Lidečkem, na severozápadě (místní část Pulčín) s obcemi Lužná a Zděchov, na severu s Valašskou Senicí a na východě s místními částmi Dešná a Strelenka slovenské obce Lysé pod Makytou v okrese Púchov.

## Název
Vesnice měla zprvu (před rokem 1525) přívlastek Petrovská. Přívlastek Francova dostala podle France z Háje, který byl v letech 1525–1529 jejím majitelem.

## Historie
První písemná zmínka o obci pochází z roku 1500.

## Obecní symboly
Právo užívat obecní symboly udělil 9. prosince 1996 Miloš Zeman, předseda Poslanecké sněmovny Parlamentu České republiky.
Blason znaku:
V zeleném štítě na zlatém pahorku stříbrný šraňk přeložený dvěma zlatými vztyčenými klasy.
Blason vlajky:
List tvoří tři vodorovné pruhy: žlutý, zelený a žlutý v poměru 1:7:1. V zeleném poli bílý šraňk. Poměr šířky k délce listu je 2:3.

## Pamětihodnosti
- Kostel svatého Štěpána Uherského z roku 1787
- Kobzova lípa - památný strom, lípa velkolistá stará 300-400 let

## Části obce
- Francova Lhota
- Pulčín

Od 1. ledna 1980 do 23. listopadu 1990 k obci patřila i Valašská Senice.

## Rodáci a osobnosti spjaté s obcí
- Štěpán Trochta (1905–1974), kardinál
- František Šuta (1909–1996), salesián-koadjutor,[6] pedagog a misionář v Jugoslávii, v Itálii a v USA.[7]
- Josef Novosad (1910–1983), katolický kněz, salesián
- Alois Tkadlec (1918–1988), katolický kněz[8]
- Milan Švrčina (1927–1981), pedagog, národopisný pracovník, houslista, cimbalista, sběratel a aranžér lidových písní, herec.[9]
- Irena Kopecká (* 1940), rodačka z Příbora, pedagožka a básnířka[10]
- Stanislav Matyáš (* 1964), katolický kněz[11]

## Turistické cíle
- Pulčín - Hradisko (Pulčínské skály)
- Čubův kopec (rozhledna)
- Ranč u zvonu

## Galerie

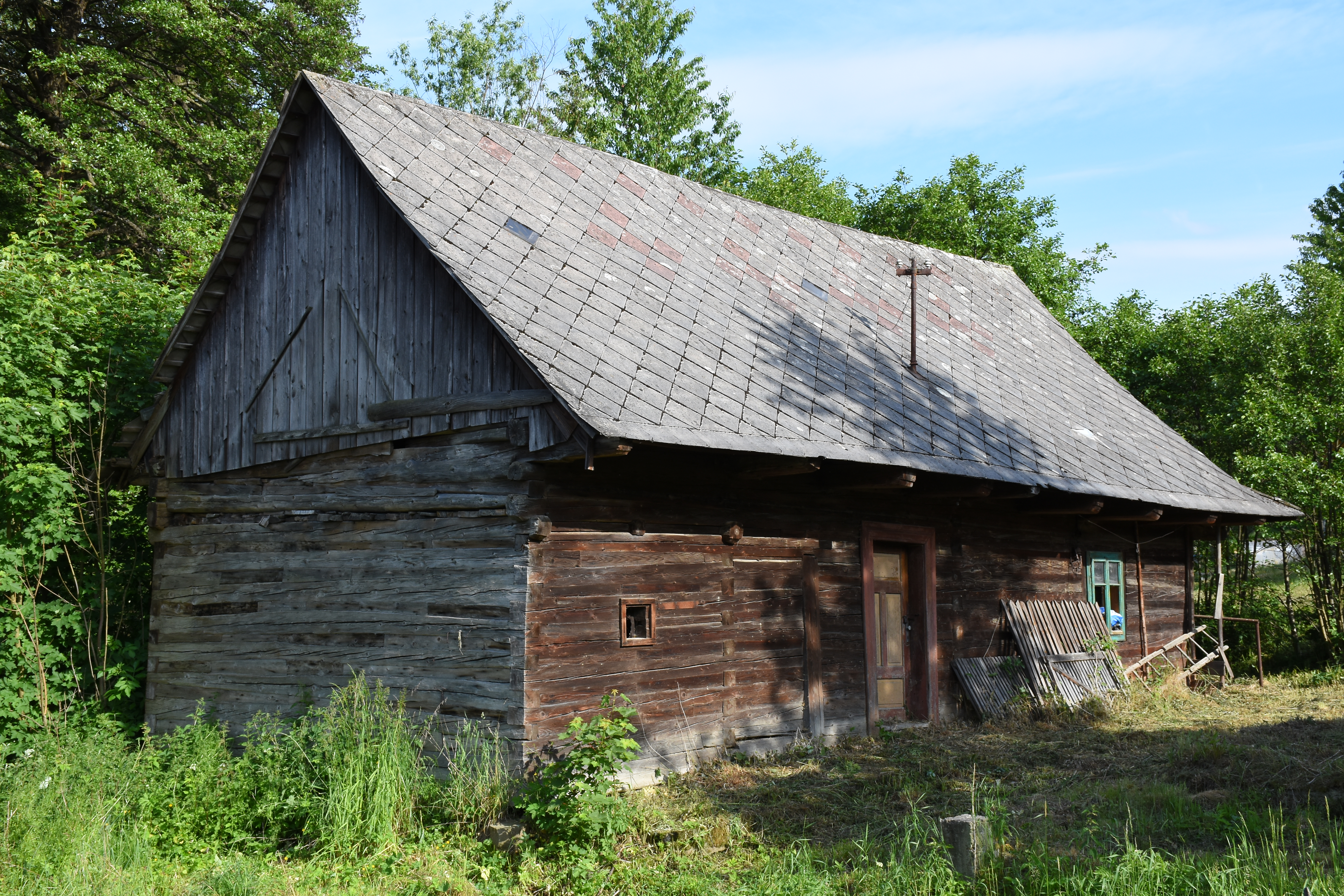
Dřevěnice ze zadní strany
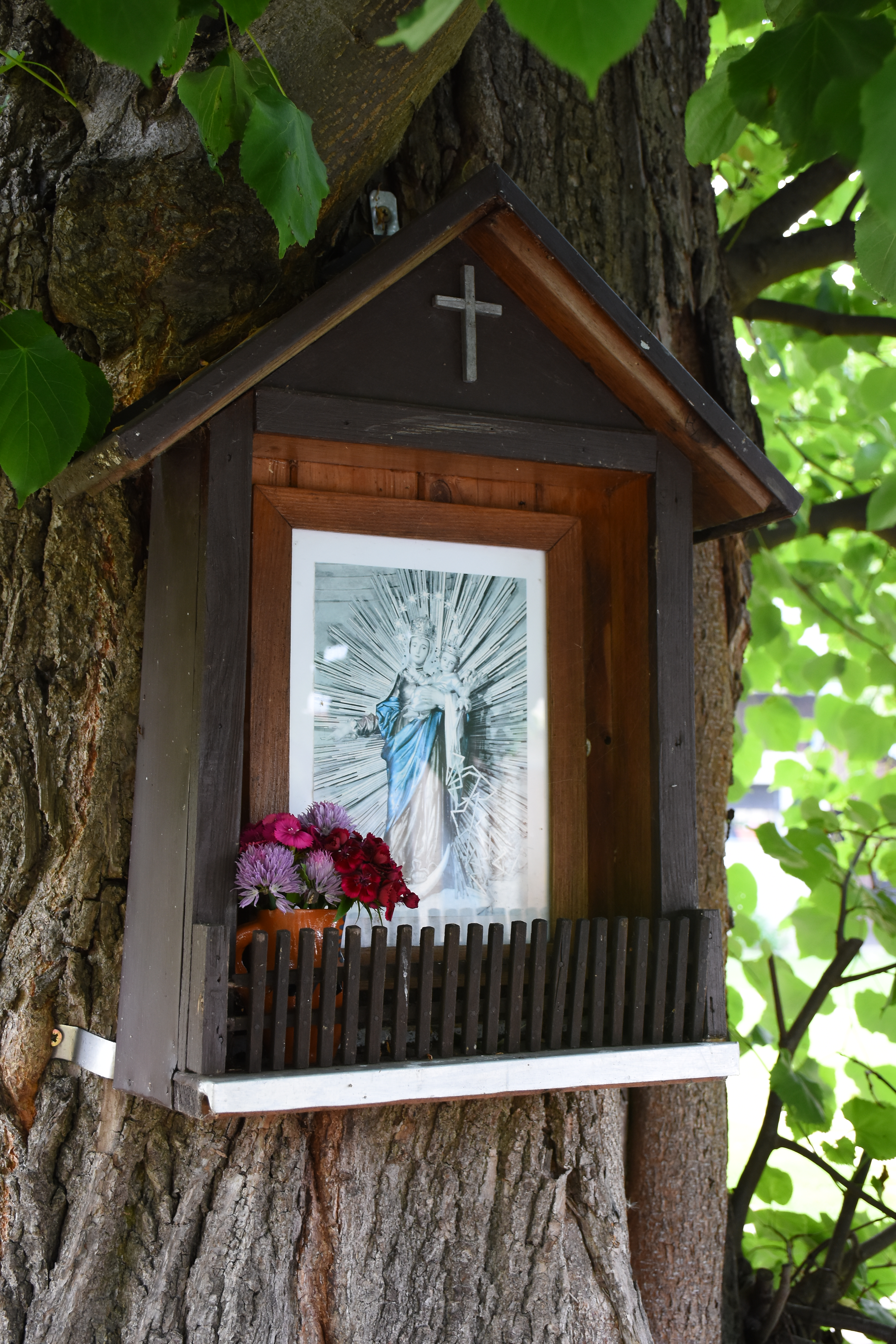
Svatý obrázek
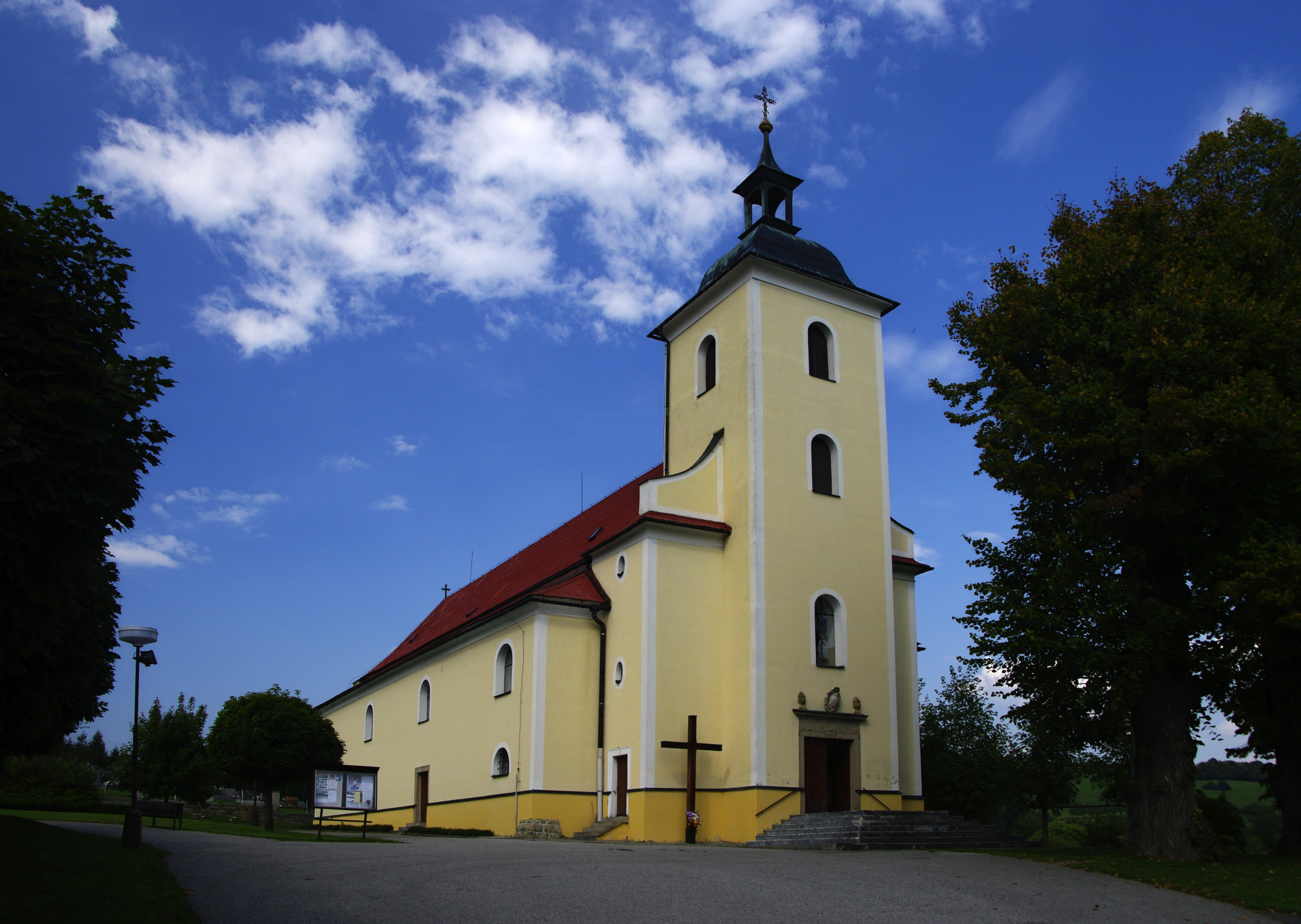
Kostel sv. Štěpána Uherského
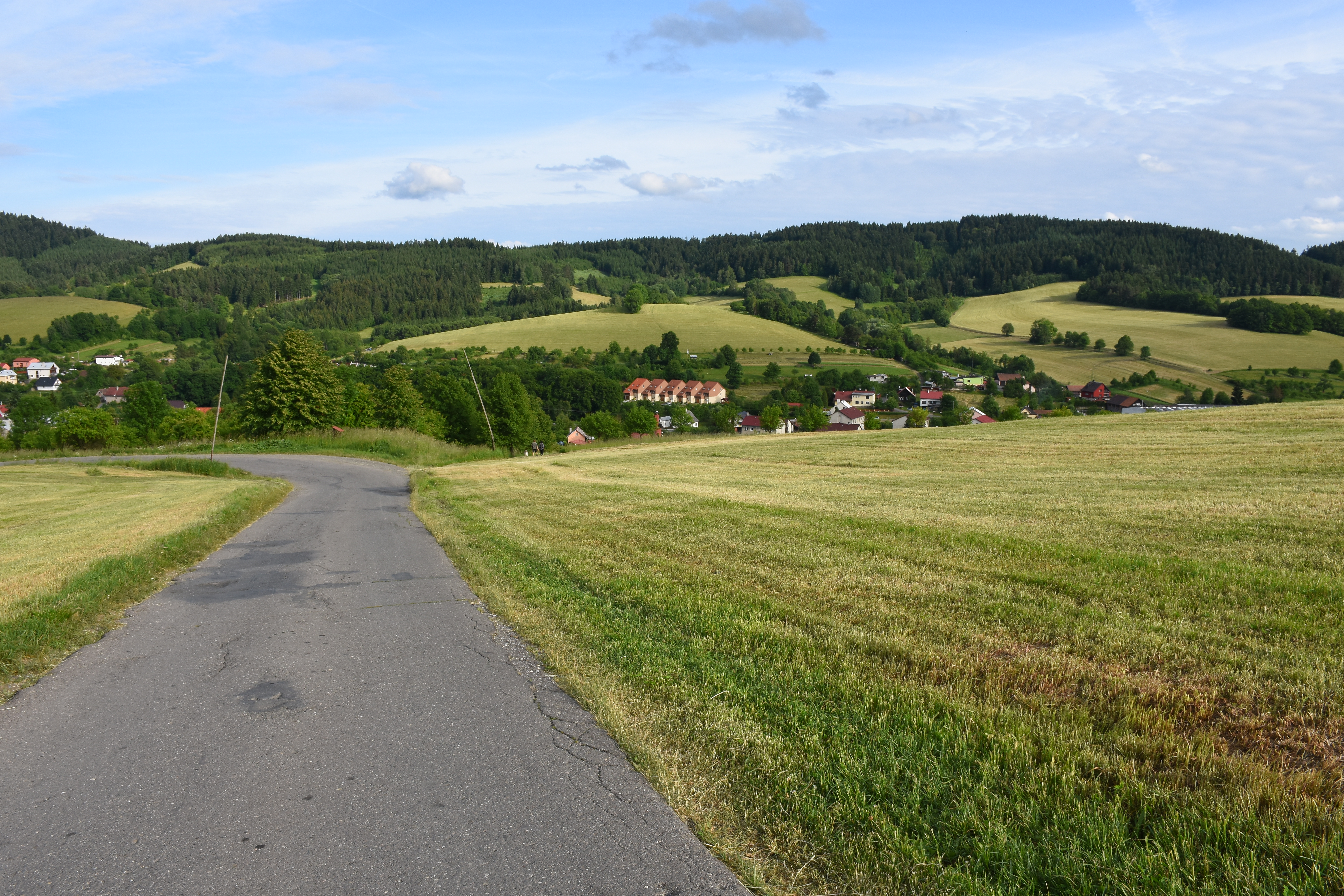
Pohled ze severozápadu
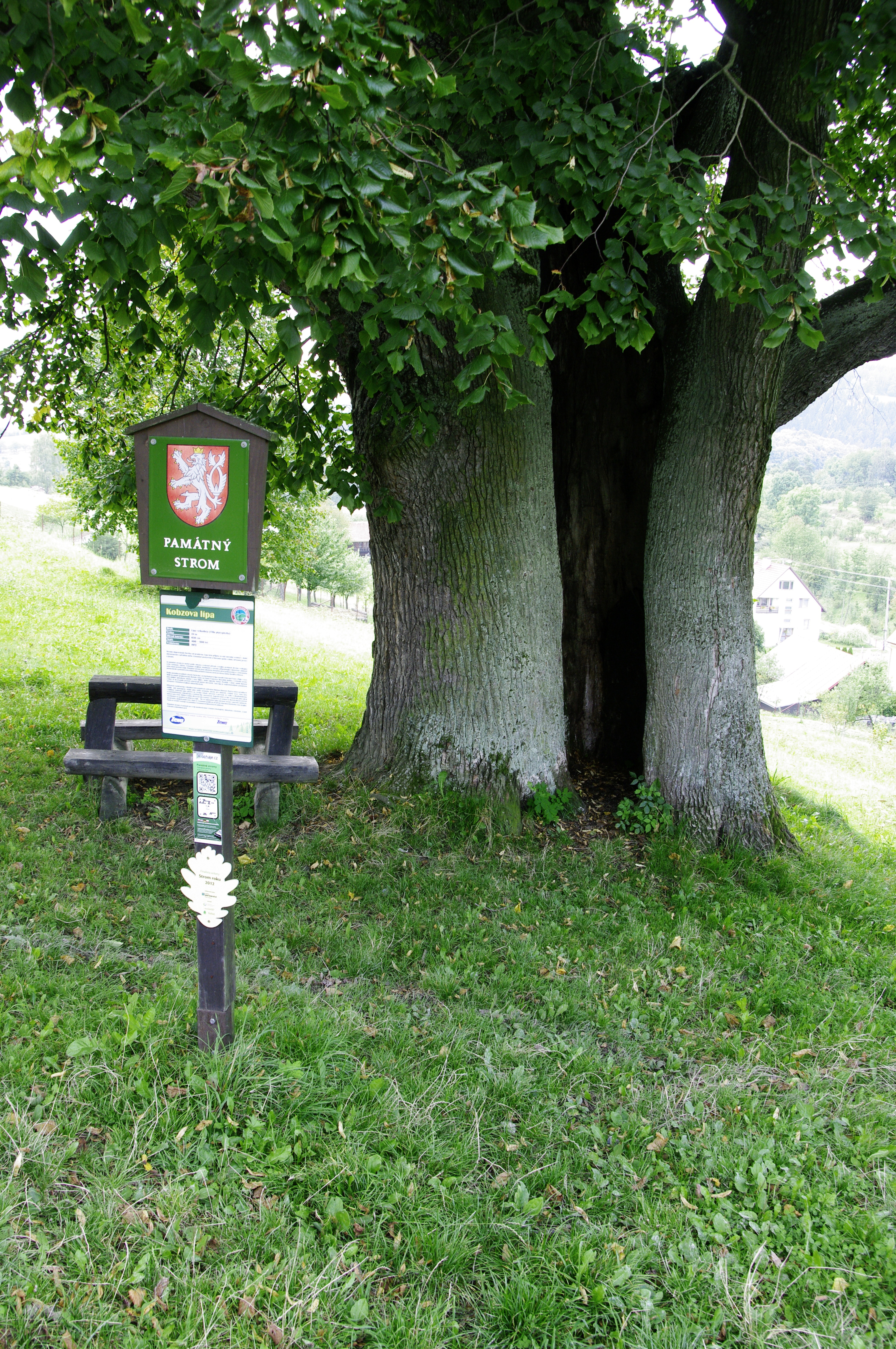
Kobzova lípa
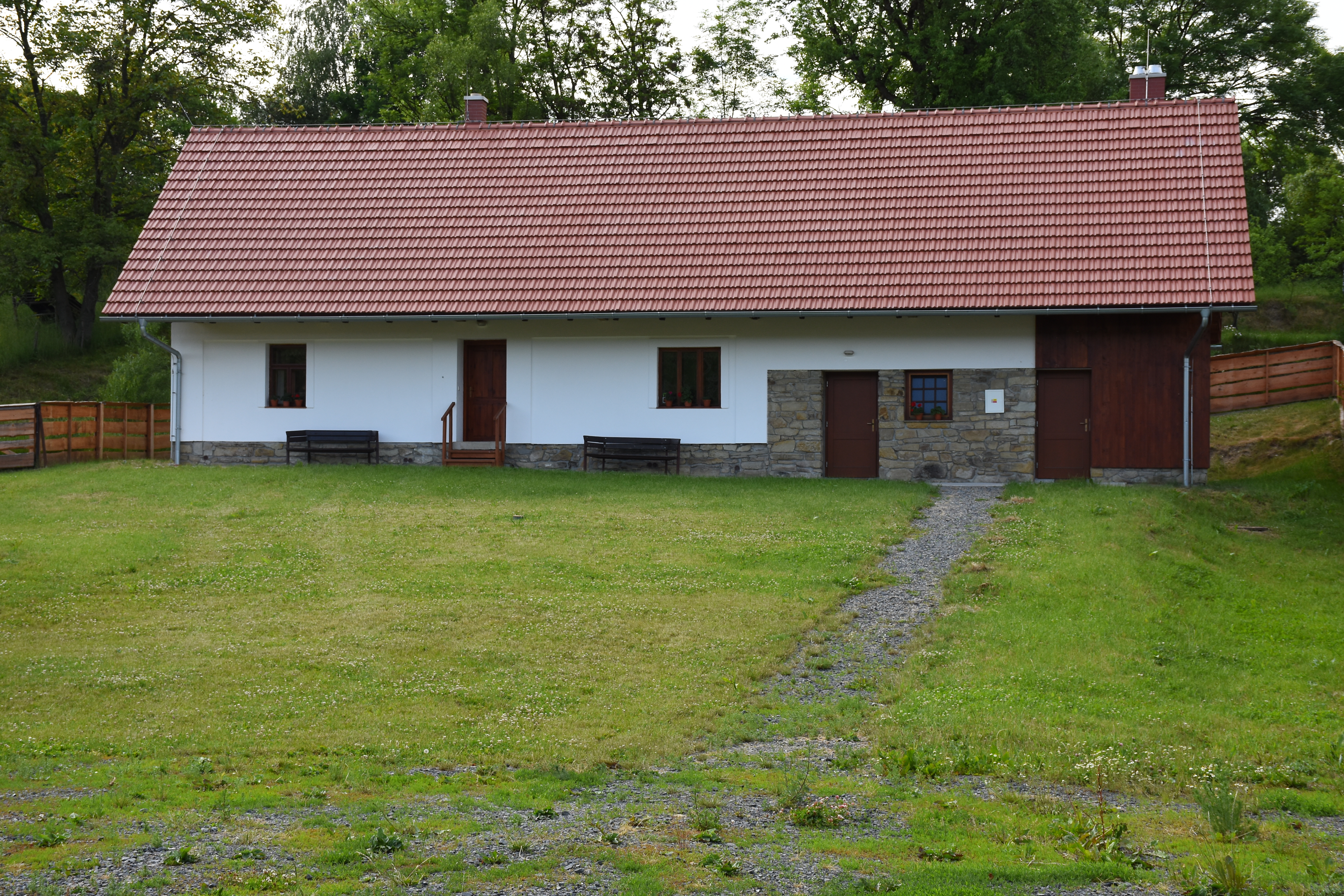
Rodný dům Štěpána Trochty